# Ostapivka, Drabiv
Ostapivka (în ucraineană Остапівка) este localitatea de reședință a comunei Ostapivka din raionul Drabiv, regiunea Cerkasî, Ucraina.

## Demografie
Componența lingvistică a localității Ostapivka
     Ucraineană (97,07%)
     Rusă (2,56%)
Conform recensământului din 2001, majoritatea populației localității Ostapivka era vorbitoare de ucraineană (97,07%), existând în minoritate și vorbitori de rusă (2,56%).